# Nothura chacoensis
Nothura chacoensis là một loài chim trong họ Tinamidae.